# بابلو دي لا غيرا
بابلو دي لا غيرا هو قاضي وسياسي أمريكي، ولد في 29 نوفمبر 1819 في سانتا باربارا في الولايات المتحدة، وتوفي في 5 فبراير 1874. نشط حزبياً في الحزب الديمقراطي. وقد انتخب عضو مجلس ولاية كاليفورنيا ‏.